# آني-فلور باتشيليليز
آني-فلور باتشيليليز (بالفرنسية: Annie-Flore Batchiellilys)‏ (من مواليد 10 أبريل 1967) هي مغنية غابونية وموسيقارة وملحنة تجمع بين أشكال الغناء التقليدية الغابونية مع موسيقى الجاز والبلوز.

## حياتها المُبكرة
وُلدت آني-فلور باتشيليليز في 10 أبريل 1967 في تشيبانجا، في جنوب غرب الغابون. تتحدث آني لغة بونو.

## حياتها المهنية
زرعت جدة آني فيها حب الغناء، لكنها عملت في البداية كميكانيكي سيارات. ومع ذلك، فقد اكتُشفت موهبتها في مسابقة الغناء التلفزيوني عام 1988 أثناء أداء موسيقى بونسوار لبيير أكيندينغ الذي شجعها على زيارة مكان الالتقاء ودورة كارفور للفنون التدريبية التي أنشأها في ليبرفيل.
ذهبت آني إلى فرنسا في عام 1990 لاستكشاف موسيقى الغجر والموسيقى الشرقية وموسيقى الجاز في مدرسة ليون الموسيقية. ثم التحقت بفصول نظرية للغناء والموسيقى في ستوديو أليس دونا في جنتيلي. [1] [3] شاركت آن في العديد من التسجيلات مع مغنيين آخرين وعملت في ثنائي مع المغني كيبيك ماريو تشينارت.
أصدرت آني أول ألبوم لها بعنوان سقفي إفريقيا في عام 1997. يجمع الألبوم بين التقاليد الموسيقية التي تم نقلها من خلال عائلتها مع موسيقى الجاز والبلوز. قدمت آني في مهرجان رينو جاز في عام 1999 برفقة العازف الإيقاعي الإيطالي كارلو ريزو. حصلت آني في عام 2002 على لقب أفضل امرأة متفائلة في جوائز كورا.
أسّست آني في عام 2006 مهرجان ليال تافهة من الميغوما، ثم أعيدت تسميته في وقت لاحق أعيدت لمهرجان الفن والناس الدولي في ميغوما. أدى موقفها في انتخابات 2009 الرئاسية في الغابون إلى منعها من الغناء في الغابون، ولم تعد تُذاع أغانيها على الراديو أو التلفزيون. ظهرت آني على المسرح مرة أخرى في ليبرفيل في نوفمبر 2015.

## ألبوماتها
- سقفي إفريقيا، 1997
- ديبوتي، 2002
- أدعوك، عام 2003
- الغناء هو أغنيتي، 2008
- مباشر من أولمبيا، 2008
- من ميغوما، 2011
- نقطة الصفر، 2013
- في زاوية من وجودي، 2016

## الظهور السينمائي
ظهرت آني في الفيلم الوثائقي على طريق الملائكة الذي أخرجه جان راكي باتوديم الكامروني في عام 2011 عن مسيرتها